# Ala (basquete)

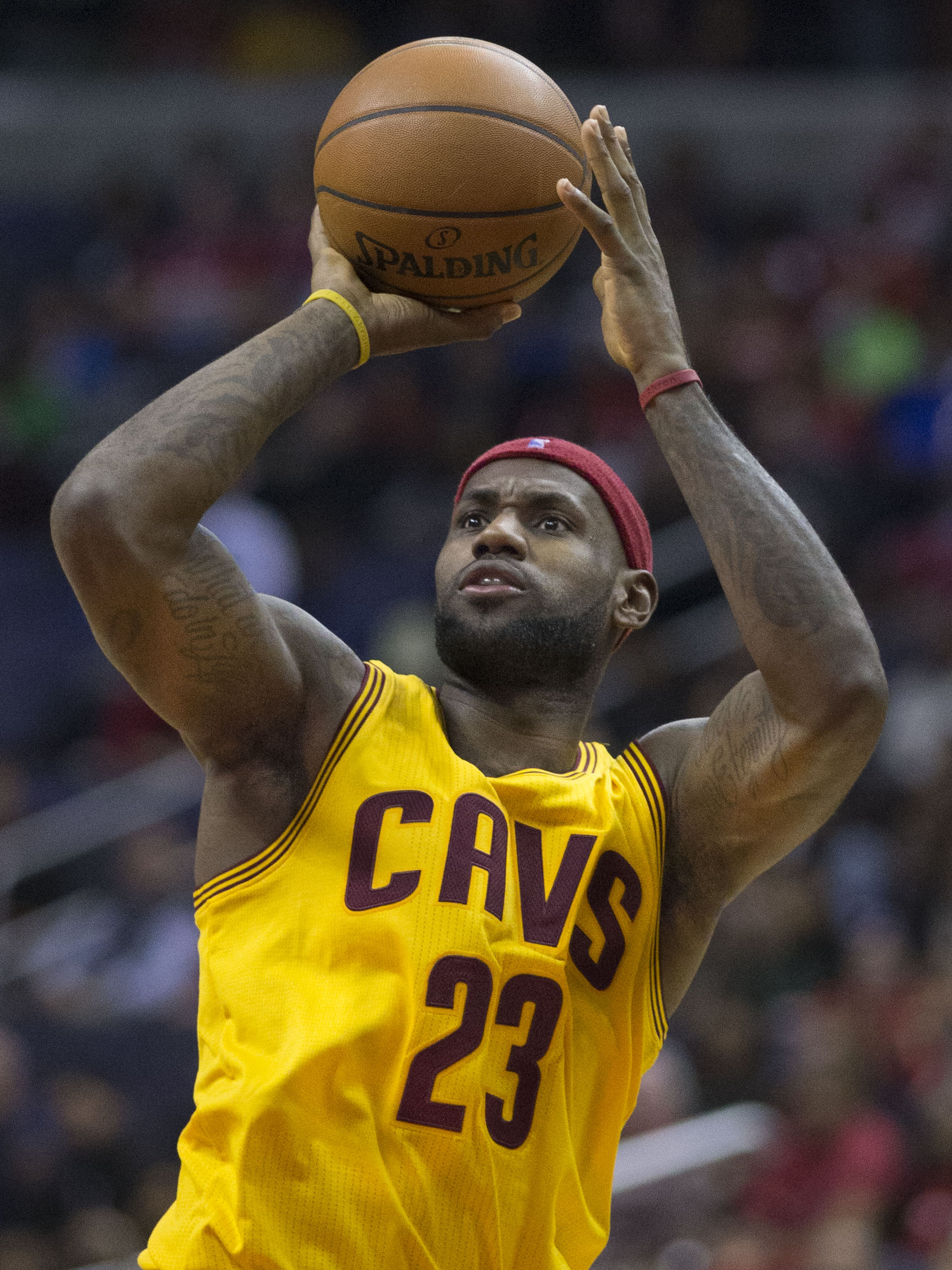
LeBron James é considerado o melhor jogador da história nesta posição.

O ala (português brasileiro) ou extremo (português europeu) é uma das cinco posições no basquete, mais conhecida em português como posição 3 e em inglês como small forward, ou simplesmente SF. Os alas são responsáveis por marcar muitos pontos, equivalendo aos atacantes do futebol, porém, também tem funções de defesa e, muitas vezes, focam em rebotes e passes. 
Alguns dos alas mais famosos da história do basquete são: LeBron James, Larry Bird, Scottie Pippen, Julius Erving, James Worthy, Elgin Baylor, Dominique Wilkins e Rick Barry. Atualmente são destaques da National Basketball Association: LeBron James, Kawhi Leonard, Paul George, Kevin Durant, Jayson Tatum e Jimmy Butler. No Brasil, o principal nome é Oscar Schmidt.

## Função
O ala ou extremo, tem uma função parecida com a do armador, que precisa "ler" todo o campo de jogo. A responsabilidade de fechar um contra-ataque é totalmente dele e do ala-armador. O ala também participa das disputas pelos rebotes, juntamente com o ala-pivô e o pivô.